# Щетино (Ярославская область)
Щетино (по топокарте Щекино) — деревня Фоминского сельского округа Константиновского сельского поселения Тутаевского района Ярославской области .
Деревня находится на юго-востоке сельского поселения, к юго-востоку от Тутаева и посёлка Константиновский. Она стоит посреди поля на расстоянии около 500 м к юго-западу от федеральной трассы Р151 Ярославль—Тутаев и это последняя деревня Тутаевского района в сторону Ярославля вдоль этой дороги. На расстоянии около 700 м к востоку от Щетино на трассе стоит деревня Некрасово, которая находится уже в Ярославском районе. К северо-западу от Шетино, также несколько в стороне от трассы поблизости стоят деревни Дорожаево и Павловское .
Деревня Щетина указана на плане Генерального межевания Борисоглебского уезда 1792 года. В 1825 Борисоглебский уезд был объединён с Романовским уездом. По сведениям 1859 года деревня относилась к Романово-Борисоглебскому уезду .
На 1 января 2007 года в деревне Щетино числилось 4 постоянных жителя . По карте 1975 г. в деревне жило 8 человек. Деревню обслуживает почтовое отделение, находящееся в посёлке Микляиха .